# Juodupė
Juodupė (pol. hist. Pojedupie) – miasteczko na Litwie, położone w okręgu poniewieskim, w rejonie rakiszeckim. Liczy 1769 mieszkańców (2011).